# Cornillon-sur-l’Oule
Cornillon-sur-l’Oule (okzitanisch: Cornilhon) ist ein Ort und eine Gemeinde mit 75 Einwohnern (Stand 1. Januar 2022) im Osten des Départements Drôme in der südfranzösischen Region Auvergne-Rhône-Alpes.

## Lage
Der Ort Cornillon-sur-l’Oule liegt am Flüsschen Oule in einer Höhe von ca. 540 bis 560 m ü. d. M. ca. 33 Kilometer (Fahrtstrecke) nordöstlich der Kleinstadt Nyons.

## Bevölkerungsentwicklung
| Jahr                       | 1800 | 1851 | 1901 | 1954 | 1999 | 2016 |
| -------------------------- | ---- | ---- | ---- | ---- | ---- | ---- |
| Einwohner                  | 195  | 282  | 211  | 107  | 65   | 69   |
| Quellen: Cassini und INSEE |      |      |      |      |      |      |

Der kontinuierliche Bevölkerungsrückgang im 20. Jahrhundert ist im Wesentlichen auf die abgelegene Lage des Ortes und den Verlust an Arbeitsplätzen infolge der Mechanisierung der Landwirtschaft zurückzuführen.

## Wirtschaft

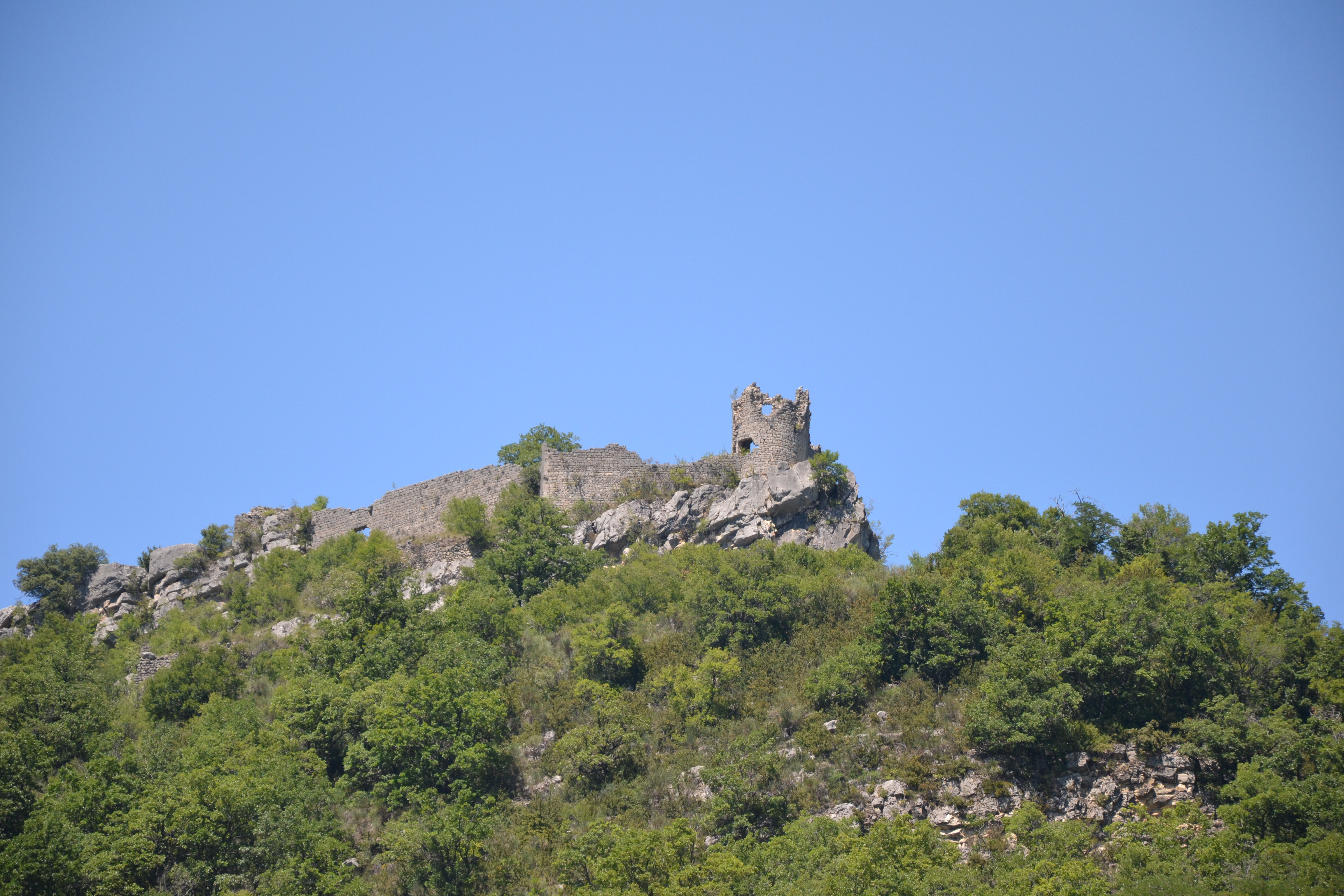
Château de Cornillon

Die Einwohner des Ortes lebten jahrhundertelang als Selbstversorger von der Landwirtschaft (Feldbau und Viehzucht). Auch Wein wurde angebaut; der Ort besitzt auch heute noch das Recht zur Vermarktung seiner Weintrauben über die Appellationen Comtés Rhodaniens, Coteaux des Baronnies, Mediterranée und Drôme; doch wird wegen der Höhenlage kaum noch Wein angebaut. Stattdessen finden sich in kleinerem Umfang Oliven-, Aprikosen-, Kirsch- und Apfelbäume; außerdem gibt es einige Lavendelfelder. Seit den letzten Jahrzehnten des 20. Jahrhunderts spielt der Tourismus in Form der Vermietung von Ferienwohnungen (gîtes) eine wichtige Rolle im Wirtschaftsleben des Ortes.

## Geschichte
Im Hochmittelalter überragte eine Burg (château) den Ort. Im ausgehenden 16. Jahrhundert existierte – wie auch in den Nachbarorten La Charce, Saint-Dizier, Arnayon u. a. – eine große protestantische Gemeinschaft.

## Sehenswürdigkeiten
- Die Burgruine überragt noch heute den Ort; von hier bieten sich schöne Ausblicke über den Ort und die umliegende Berglandschaft.
- Die Pfarrkirche St-Michel ist ein schlichter romanischer Bau aus Bruchsteinen mit einem seitlich quergestellten zweigeteilten Glockengiebel (clocher mur).